# عضلة مستقيمية عصعصية
العَضَلَة المُسْتَقيمِيٌّة العُصْعُصِيّة (بالإنجليزية: Rectococcygeal muscle)‏، تشكل العضلة المستقيمة العصعصية حزمتين من الأنسجة العضلية الملساء والتي تنشأ من الفقرة الثانية والثالثة من العصعص وتمضيان إلى الأسفل وإلى الأمام لتتحد مع الألياف العضلية الطولانية المستقيمية على الجدار الخلفي للقناة الشرجية.

## التركيب
تتكون العضلات المستقيمة العصعصية من عضلة ملساء تنشأ من السطح الامامي للفقرات القاعدية الثانية والثالثة نزولا إلى الجدار الخلفي للمستقيم مشكلة عضلة مثلثية الشكل، ومن ثم تتفرع وتنغرز بين عدة تراكيب لفافية وعضلات متنوعة ترتبط مع الحجاب الحوضي والقناة الشرجية والذين يشكلون معا ما يعرف بالعضلات الشرجية الطولية بقاع الحوض وقناة الشرج.

### الاختلاف
ويوجد هنالك بعض الفروقات في العضلة المستقيمة العصعصية بين الذكور والإناث .ففي الذكور فإن العضلة تندرج مع اللفافة الرافعة الشرج على جانبي المستقيم، أو مع عناصر لفافية أخرى للحجاب الحوضي.أما في الإناث فإن العضلة القاعدية تمتد بشكل إضافي حول جانبي المستقيم لتتصل مع اللفافة المستقيمة المهبلية لجدار المهبل الخلفيالمهبلي الخلفي. هناك أيضا أدلة تشير إلى أن العضلات المستقيمية العصعية أكثر سمكاً بمقدار الضعفين في الإناث.

### التزويد العصبي
والأعصاب التي تتحكم بالعضلة المستقيمة العصعصية هي الأعصاب المرتبطة بالضفيرة الخثلية السفلية.

## الوظيفة
وتشكل العضلات المستقيمة العصعصية جزء من ترتيب معقد للعضلات المحيطة بالمستقبل تسمى أحيانا بالعضلة العاصرة الشرجية، والتي تعمل على تثبيت ودعم القناة الشرجية أثناء التغوط.وتعمل على رفع العضلة العاصرة مما يقلص المستقيم بشكل فعال لتساعد على التغوط.
.

## في الحيوانات
في العديد من الحيوانات ذات الذيل، مثل الخيول والكلاب، تشارك العضلات المستقيمية العصعصية في الاستجابة لرفع الذيل أثناء عملية التغوط. في الحيوانات الذيلية تُعلق العضلات إلى الفقرات السفلية أكثر من البشر بسبب الفقرات الإضافية في الذيل، في الكلاب تتصل بالفقرات الذيلية الخامسة والسادسة وفي الخيول إلى الرابعة أو الخامسة. وتعد العضلات المستقيمية العصعصية في الأرانب بارزة لكونها واحدة من أسرع العضلات الملساء المعروفة في الثدييات.

## روابط خارجية
- Rectococcygeus muscle at Systematized Nomenclature of Medicine - Clinical Terms